# Owl Creek (Carolina del Norte)
Owl Creek es un área no incorporada ubicada del condado de Cherokee en el estado estadounidense de Carolina del Norte.
Fue nombrado por una familia de indios Cherokee que vivía en la zona, uguku nombre (búho). Ellos perdieron sus tierras a los Estados Unidos durante la Remoción India. Sus familiares que aún viven en los condados circundantes. La última batalla de la Guerra Civil se libró EN Owl Creek Y Hanging Dog Creeks.